# Crap Furo
Der Crap Furo ⓘ (rätoromanisch im Idiom Surmiran für Durchbohrter Felskopf) ist eine auffällige Felsscheibe südöstlich von Surava, südwestlich von Alvaneu Bad und nördlich vom Piz Mitgel im Kanton Graubünden in der Schweiz mit einer Höhe von 1204 m ü. M. Von Norden erscheint er als scharf zugespitzte Nadel, von Westen als breite Wand, durchbrochen von zwei übereinander liegenden Felsfenstern, wobei das obere Nadelöhr 2 Meter misst. Der Crap Furo besteht aus Rauwacke, einem umgewandelten, porösen Sedimentgestein, das wasserlöslichen Gips enthält. Durch Auswaschen entstand das Loch.
Der Crap Furo befindet sich nur 213 m westnordwestlich vom geometrischen Mittelpunkt des Kantons Graubünden.

## Lage und Umgebung
Der Crap Furo gehört zu den Bergüner Stöcken, einer Untergruppe der Albula-Alpen. Er befindet sich auf dem Nordhang des Piz Mitgel im Gebiet des Dorfes Surava, das zur Gemeinde Albula/Alvra gehört.
Der Crap Furo befindet sich im Naturwaldreservat Crap Furo. Das Naturwaldreservat hat eine Grösse von 120 ha. Davon sind 110 ha bestockt. Ziele des Naturwaldreservates sind die Erhaltung der Bergföhrenwälder, Schutz und Förderung seltener Pflanzen- und Tierarten sowie langfristige Beobachtung der Waldentwicklung und der natürlichen Dynamik ohne forstliche Eingriffe. Im Naturwaldreservat dürfen daher keine Bäume gefällt und kein Holz gesammelt werden, es darf keine Beweidung stattfinden und es besteht ein Wegegebot im Winterhalbjahr (vom 1. November bis 30. April). Dies wurde 2008 in einem 50 Jahre währenden Vertrag zwischen den Gemeinden Alvaneu und Surava und dem Kanton Graubünden beschlossen. Trotzdem sind im Reservat Massnahmen zur Sicherheit und zum Unterhalt der touristischen Infrastruktur, die Ausübung der Jagd und das Sammeln von Beeren und Pilzen im Rahmen des geltenden Rechts gestattet.
Ausserdem befindet sich der Crap Furo im Parc Ela, einem regionalen Naturpark das 19 Gemeinden in den Talschaften Albula und Oberhalbstein umfasst.
Der Crap Furo wird häufig über den Pfad der Pioniere von Surava oder Alvaneu Bad aus erreicht.

## Mittelpunkt Graubündens
213 m ostsüdöstlich vom Crap Furo befindet sich der geometrische Mittelpunkt des Kantons Graubünden (767576 / 169562). Spiesst man den Kanton so auf einer Nadel auf, dass er genau in der Schwebe bleibt, ragt die Nadelspitze beim Crap Furo aus der Erde.

## Pfad der Pioniere

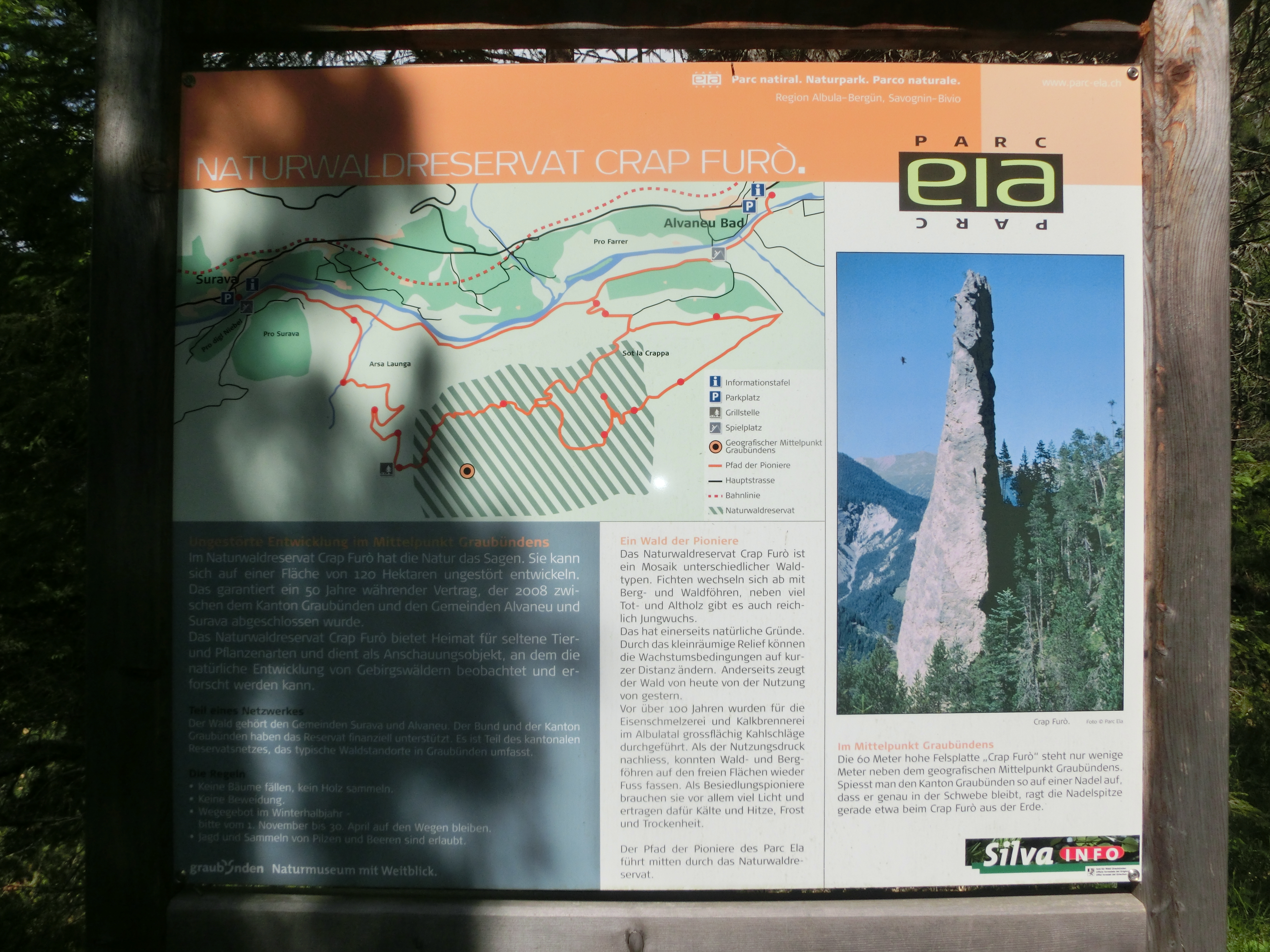
Informationstafel entlang des Pfads der Pioniere

Der Pfad der Pioniere führt von Surava (896 m) am Crap Furo vorbei (1125 m) zur Schwefelquelle Arvadi (960 m), der heilende und alchemistische Fähigkeiten zugeschrieben wird. Nach der Quelle führt der Wanderweg entlang der Albula zurück nach Surava. Alternativ kann auch nach Alvaneu Bad (938 m) gegangen werden.
Entlang des Pfades befinden sich 13 speziell markierte Informationshalte, an denen Wissenswertes über die Entwicklung des Gebirgswalds und die Pionierleistungen von Mensch und Natur vermittelt wird. In der Nähe des Crap Furo befinden sich ein Grillplatz und sowohl in Surava wie auch in Alvaneu Bad je ein Spielplatz.
Für den gesamten Pfad benötigt man ungefähr 2 Stunden.

## Erstbesteigung
Über die Erstbesteigung gibt es widersprüchliche Angaben. Einige Quellen sprechen davon, dass Hans Steger und seine Partnerin Paula Wiesinger die Nadel in den 1930er Jahren zuerst erklommen haben. Henry Hoek beschreibt in seinem 1934 erschienenen "Berg- und Wanderbuch Davos" hingegen, dass Steger zusammen mit Hilfe von P. L. Edwards und Hoek selber den Crap Furo bestiegen haben. Holzkeile und Schlingen dieser Erstbesteigung sind bis heute im Felsen zurückgeblieben.
Henry Hoek beschreibt in seinem Buch die Besteigung folgendermassen: „Ein einziger Haken in 4 Meter Höhe hält – alle anderen wollen nicht packen. Mit Stahl ist nichts zu wollen: Zu tief und zu breit ist der Riss. […] Die nächsten zwei Stunden sahen wir uns damit beschäftigt aus hartem und zähem Föhrenholz Keile zu schnitzen und Seilenden daranzuknoten für die Karabiner. Abermals steigt Steger ein. Und es zeigt sich, dass die Keile ganz prächtig halten. Aber es braucht für fast jeden halben Meter einen. […] Nach vier Stunden sind die Keile verbraucht, Steger bricht die Besteigung ab. […] Wir fahren nach Chur, übernachten und lassen schöne Hartholzkeile beim Schreiner und lange Eisenhaken beim Schlosser fertigen. […] Zwei Tage später: Die neuen Buchenkeile bewähren sich grossartig und schon nach einer Stunde ist das untere, kleinere Loch erreicht. Darüber hinaus aber geht es trotz aller Versuche nicht. Also durch das Loch!  Dieses aber ist so eng, dass erst verschiedene Felsecken abgeschlagen werden müssen, bevor der Durchschlupf möglich ist. Beim Fenster unterhalb des Spaltbeginns stockt die Kletterei erneut. Zuerst muss der Spalt durch einen Holzkeil verschlossen werden. Auf Edwards Schultern stehend macht sich Steger an die Arbeit. Nach vielen Versuchen sitzt endlich ein Keil. […] Nach 10 Stunden anstrengender Kraxelei erreicht Steger als einziger den Gipfel. Die Besteigung ist nicht unbemerkt geblieben: In Surava unten im Tale standen sie stundenlang auf der Landstrasse, mit schützender Hand über den Augen, mit alten Feldstechern und dem Zeiss unseres Wagenlenkers. Sie starrten hinauf zum Crap und genossen jede Einzelheit des Kampfes.“ (Henry Hoek: Davos. Ein Berg- und Wanderbuch. Hamburg 1934)

## Routen zum Crap Furo
Der Westfuss des Monuments lässt sich über den Pfad der Pioniere in ¾ Stunden von Surava (896 m) und in 1¼ Stunden von Alvaneu Bad (957 m) erreichen. Der Pfad ist als Wanderweg weiss-rot-weiss markiert. Von dort aus steigt man auf der Bergseite dem Wandfuss entlang zum grossen Riss, von wo man auf einer exponierten Route in nicht besonders gutem Fels einem breiten Riss entlang durch die Ostwand klettert. Durch den unteren Felsfenster wechselt man zur Westwand und erreicht die Gratschneide. Schwierigkeit: AS, V+, A1

## Galerie

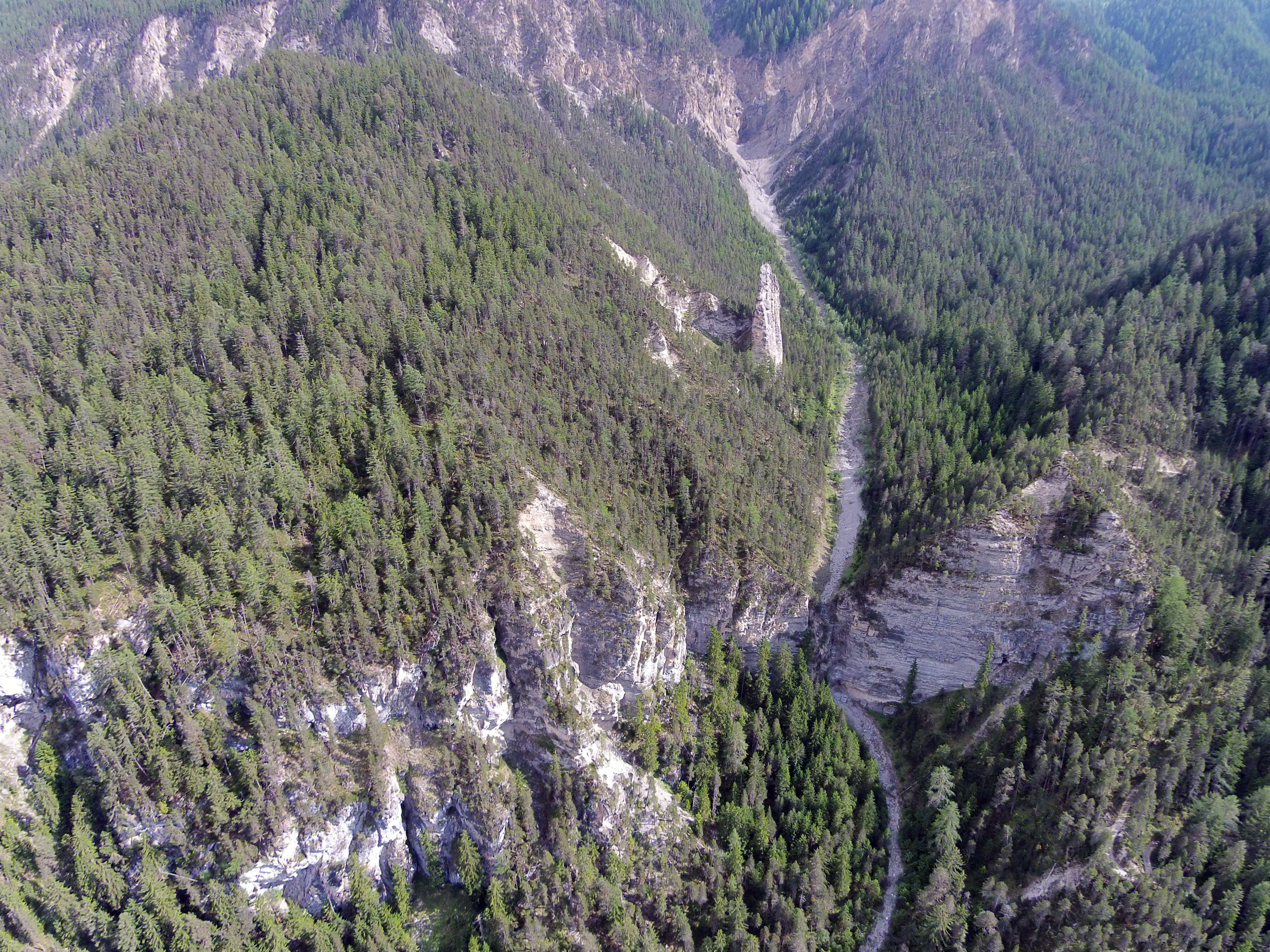
Der Crap Furo über den Felsen.
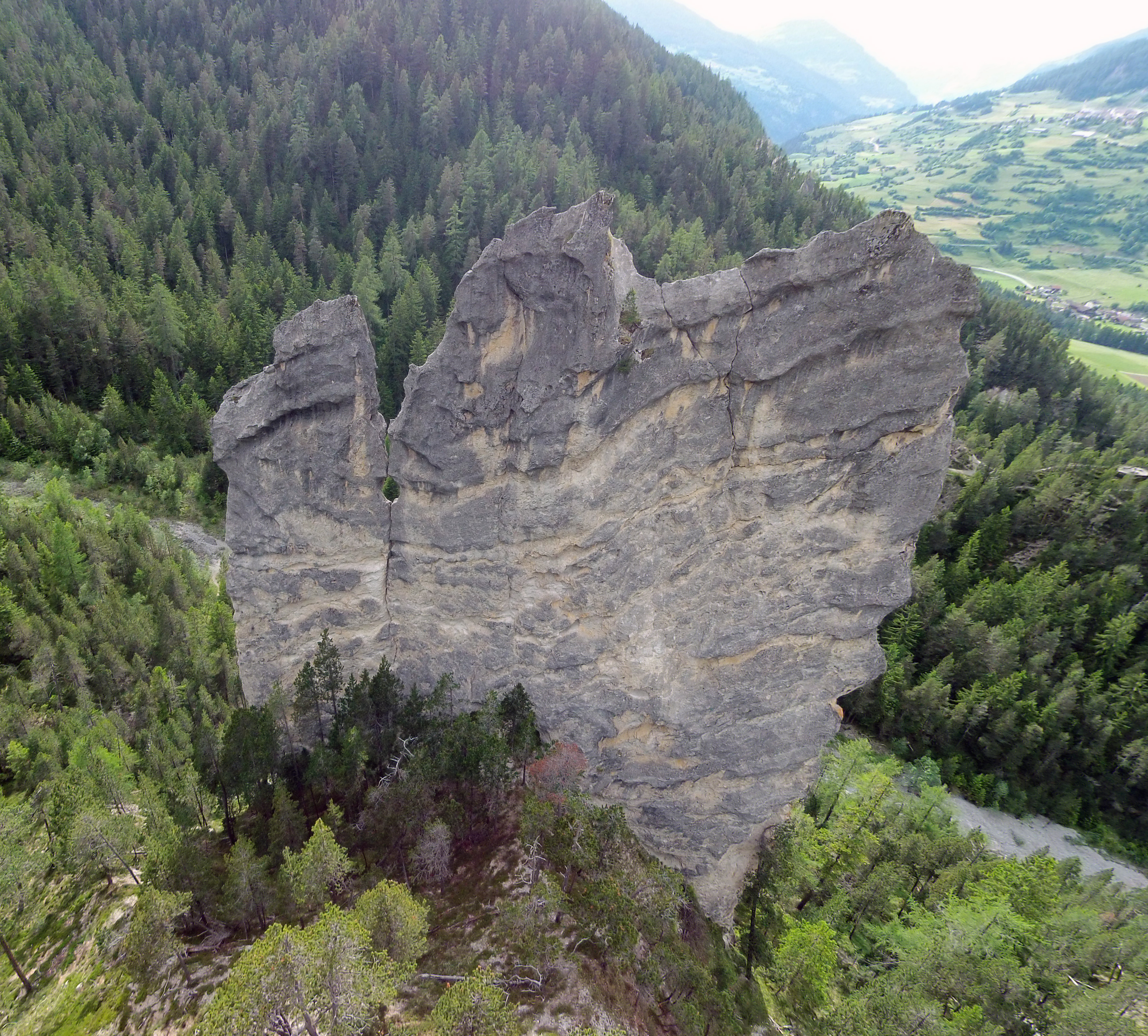
Der Crap Furo von Osten.
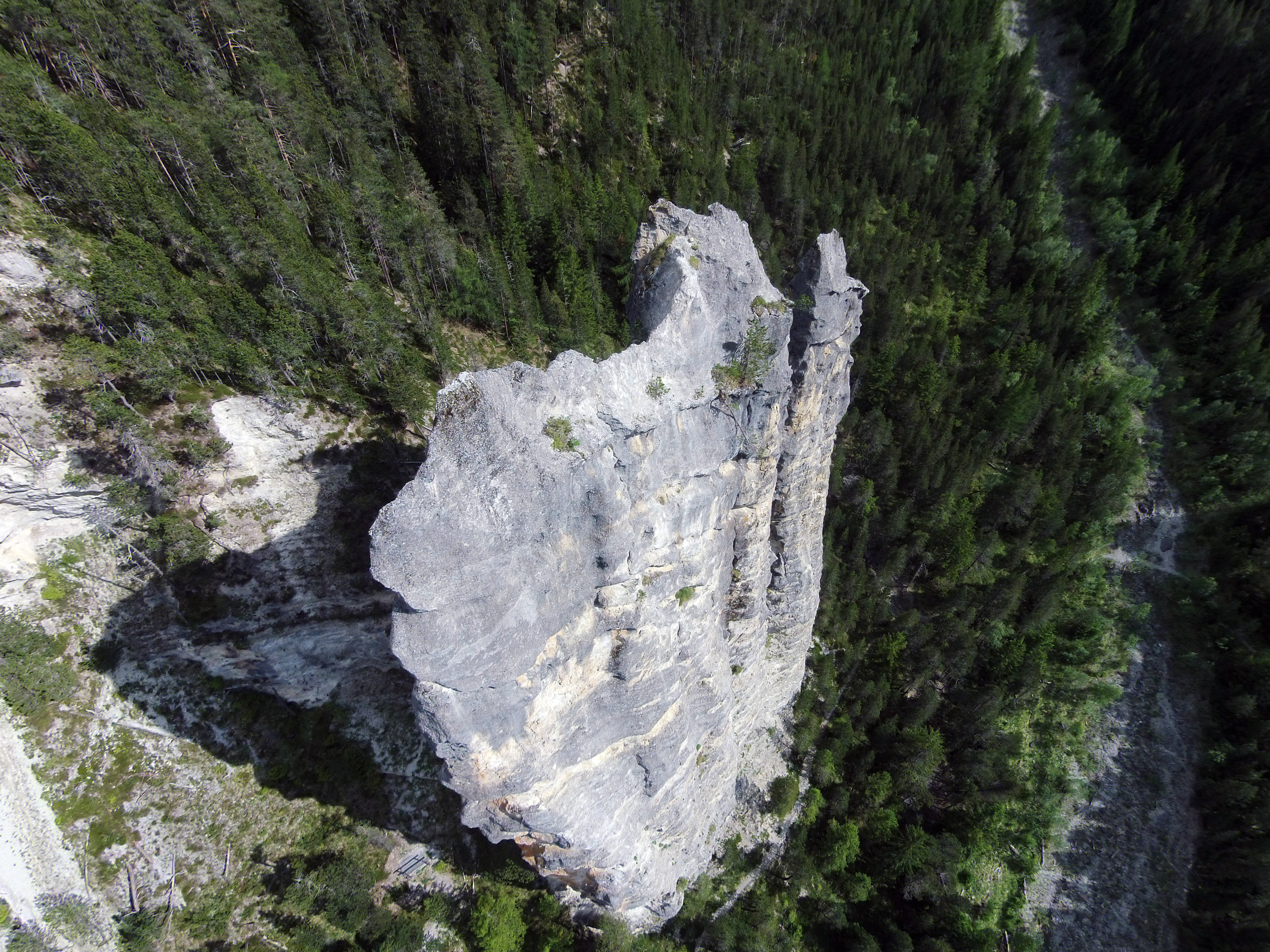
Der Crap Furo von oben.
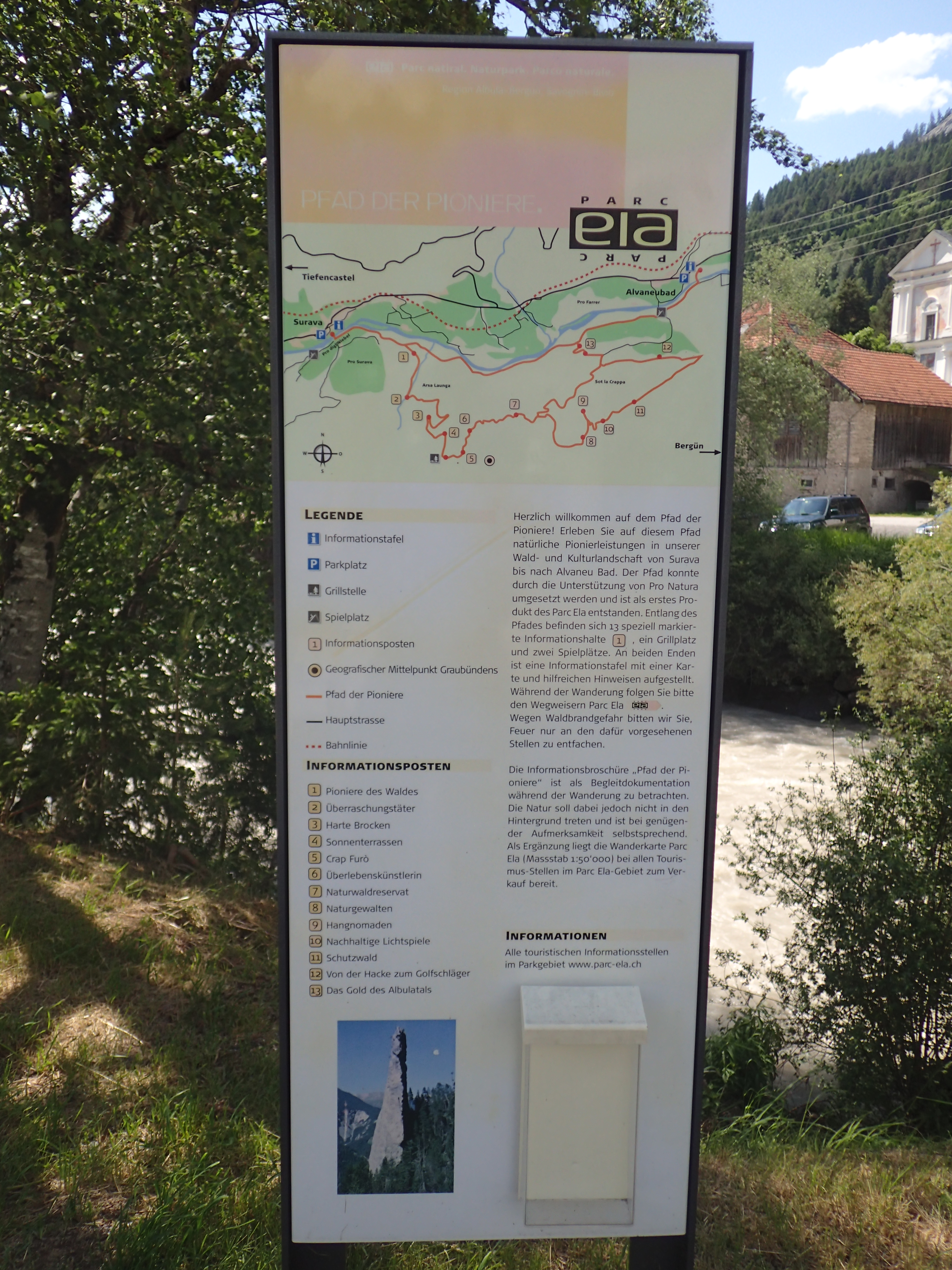
Informationstafel des Pfads der Pioniere in Surava.
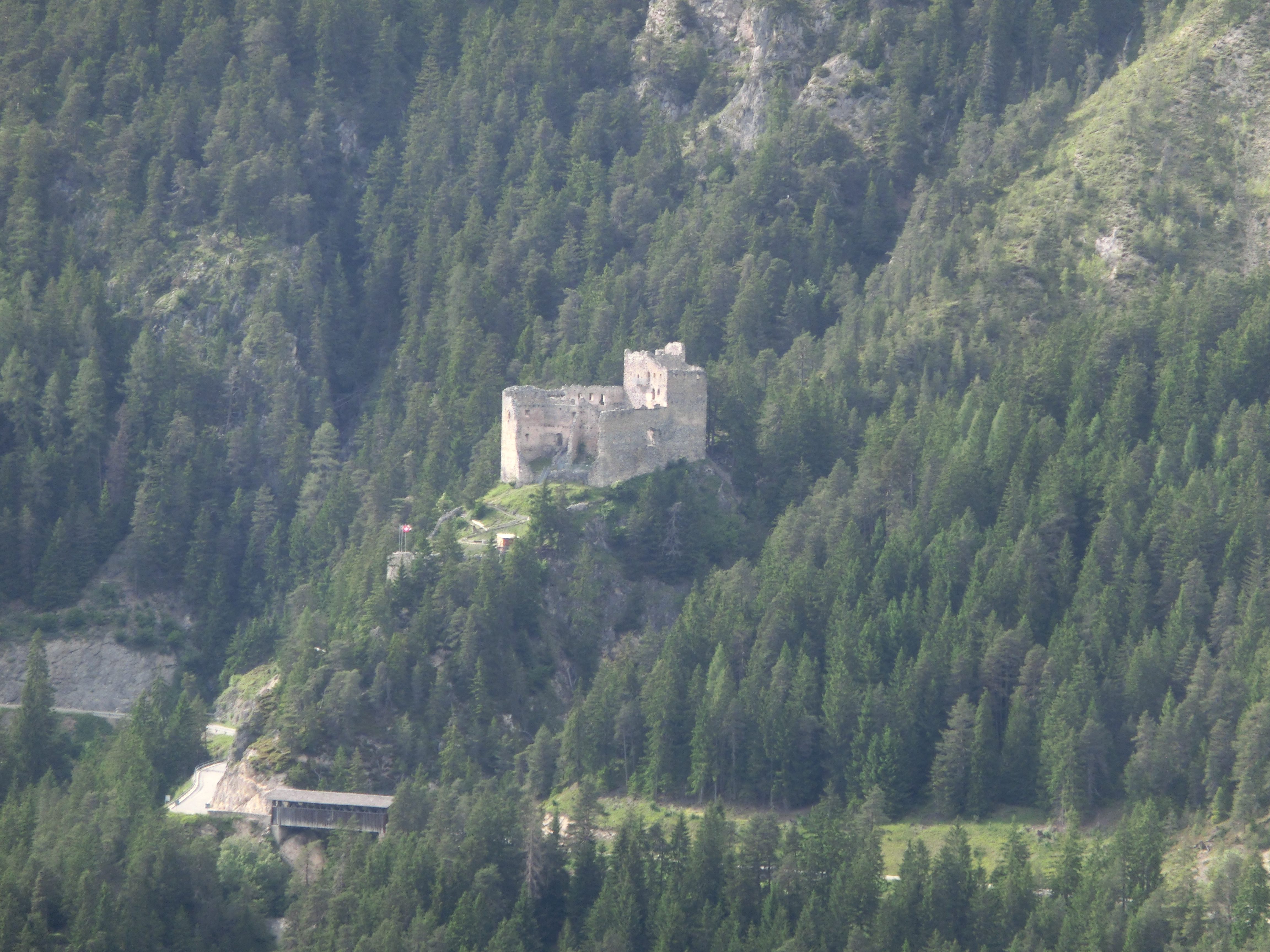
Blick vom Crap Furo nach Nordwesten zur Burg Belfort.